# سائر (جهاز)

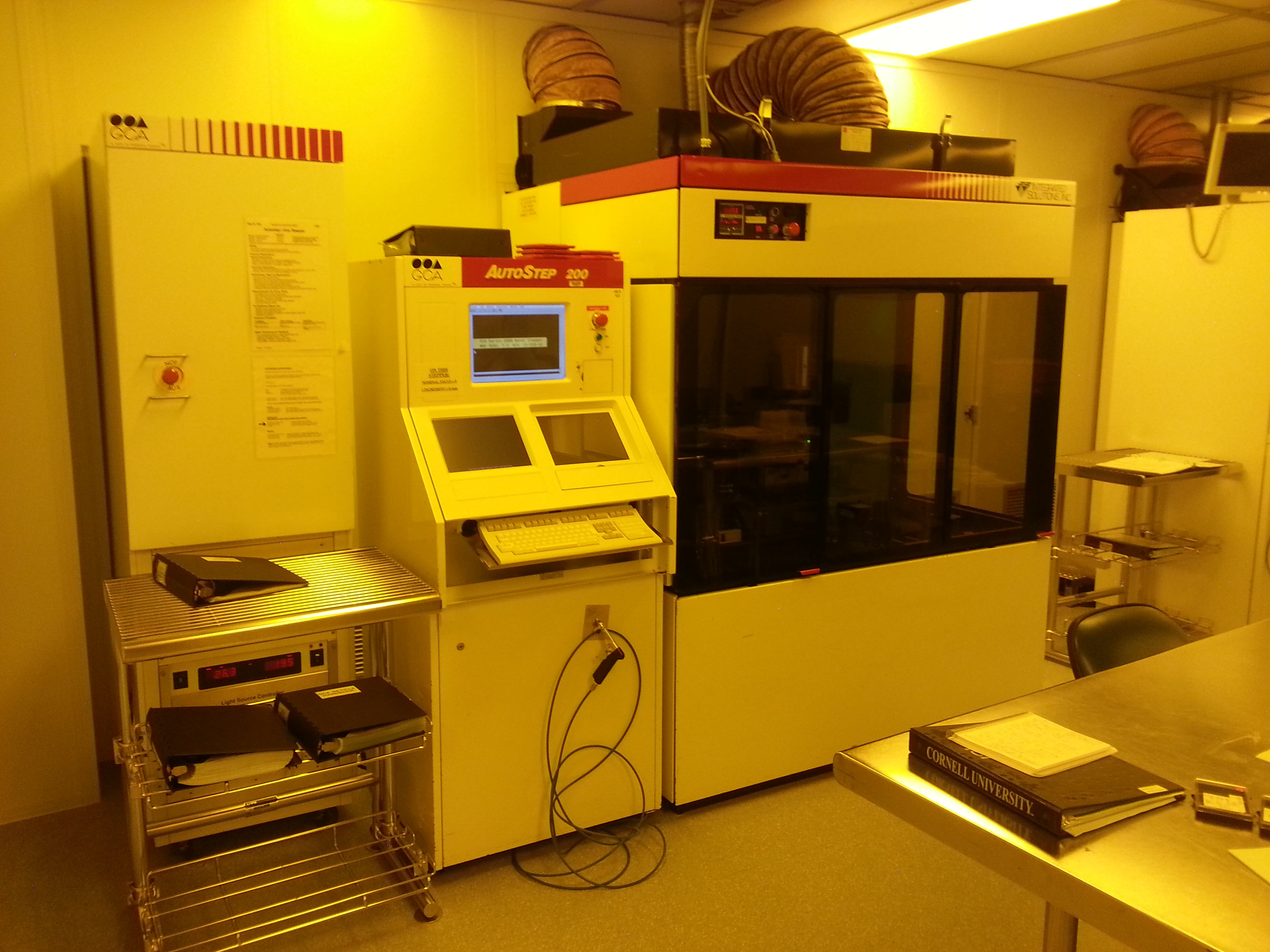

السائر (بالإنجليزية: Stepper) هو جهاز يستخدم في صناعة الدوائر المتكاملة (ICs) مشابه في عمله لجهاز عرض الشرائح أو المكبر التصوير الفوتوغرافي، التي تشكل جزءا أساسيا من عملية معقدة، وتسمى الطباعة الضوئية، والتي يقوم بإنشاء الملايين من عناصر الدائرة ميكروسكوبية على سطح رقائق صغيرة من السيليكون، هذه الرقائق تمثل قلب الدوائر المتكاملة مثل معالجات الكمبيوتر، ورقائق الذاكرة، والعديد من الأجهزة الأخرى.

## دورالسائر في الطباعة الضوئية
وترد عناصر من الدائرة التي ستنشأ في لجنة الاستثمار في وجود نمط من مناطق شفافة وغير شفافة على سطح لوحة الكوارتز تسمى الضوئية الرئيسية أو شبكاني. والسائر يمر الضوء من خلال شبكاني، وتشكيل صورة عن نمط شبكاني. ويركز على الصورة وبنسبة عدسة، والمتوقعة على سطح رقاقة السيليكون التي يتم مغلفة بمادة حساسة للضوء تسمى مقاومة للضوء.
بعد التعرض في السائر، يتم وضع رقاقة المغلفة مثل الأفلام الفوتوغرافية، مما تسبب في مقاومة للضوء حل في بعض المناطق وفقا لكمية الضوء على المناطق التي وردت خلال التعرض. هذه المناطق من مقاومة للضوء، ومقاومة للضوء أي إعادة إنتاج لنمط على شبكاني. ثم يتعرض الرقاقة المتقدمة على الأحماض أو المواد الكيميائية الأخرى. الحامض يحفر بعيدا عن السيليكون في أجزاء من الرقاقة التي لم تعد تحميها طلاء مقاومة للضوء. يتم استخدام مواد كيميائية أخرى لتغيير الخصائص الكهربائية من السيليكون في المناطق الجرداء. ثم يتم تنظيف الرقاقة، recoated مع مقاومة للضوء، ثم مر من خلال السائر مرة أخرى في عملية تخلق الدائرة على طبقة، والسيليكون من قبل طبقة. وتسمى العملية برمتها ضوئية أو هندسة الصورة.
عند معالجة رقاقة في السائر، ما يتعرض له نمط في شبكاني (والتي قد تحتوي على عدد من أنماط رقاقة الفردية) مرارا وتكرارا عبر سطح الرقاقة في شبكة. والسائر تحصل اسمها من حقيقة أن يتحرك أو «خطوات» في رقاقة من موقع لآخر طلقة واحدة. ويتم إنجاز هذا عن طريق تحريك رقاقة ذهابا وإيابا، وإلى اليسار واليمين تحت عدسة السائر. الأجيال السابقة من معدات الطباعة بصفائح معدة ضوئيا المستخدمة للكشف عن رقاقة كله دفعة واحدة: 1 السائر، والعمل على منطقة محدودة، غير قادرة على دقة أعلى.
اعتبارا من عام 2008، يتم تحويل أنماط الأكثر تفصيلا في تصنيع أشباه الموصلات باستخدام نوع من السائر يسمى الماسح الضوئي، والتي تتحرك على رقاقة وشبكاني مع الاحترام لبعضهم البعض خلال التعرض، كوسيلة لزيادة حجم المساحة المكشوفة وزيادة الأداء والتصوير للعدسة.

## العملية الأساسية
والمغلفة رقائق السيليكون مع مقاومة للضوء، ووضعها في كاسيت أو «المركب» الذي يحمل عددا من رقائق. ثم يتم وضع هذا في جزء من السائر يسمى محمل رقاقة، عادة ما تقع في الجزء السفلي الأمامي من السائر.
والروبوت في محمل رقاقة تلتقط واحدة من رقائق من كاسيت ويحمل ذلك على خشبة المسرح رقاقة حيث يتم محاذاة ذلك لتمكين آخر محاذاة أدق، عملية من شأنها أن تحدث في وقت لاحق.
ويرد هذا النمط من الدوائر في كل رقاقة في نمط محفورا في الكروم على شبكاني، وهو لوح من الكوارتز الشفاف. وشبكاني المعتادة المستخدمة في مجال steppers هو 6 بوصة مربعة وتبلغ مساحة قابلة للاستخدام من قبل 104mm 132mm.
وترد مجموعة متنوعة من reticles، كل مناسبة لمرحلة واحدة في هذه العملية، في رفوف في محمل شبكاني، وتقع عادة في الجزء الأمامي العلوي من السائر. قبل ما يتعرض له رقاقة يتم تحميل شبكاني على خشبة المسرح شبكاني بواسطة الروبوت، حيث أنه هو أيضا بالتحديد جدا الانحياز. منذ يمكن استخدامها في شبكاني نفسه لفضح كثير من الرقائق، يتم تحميل مرة واحدة قبل أن يتعرض لسلسلة من الرقائق، وإعادة ترتيب دوري.
مرة واحدة في رقاقة وشبكاني هي في مكان والانحياز، في مرحلة ويفر، الذي يتم نقل على وجه التحديد للغاية في العاشر والاتجاهات Y (الأمام إلى الخلف واليسار إلى اليمين) بواسطة مسامير دودة أو المحركات الخطية، وتحمل الرقاقة بحيث الأول من يقع العديد من الأنماط (أو «لقطات») إلى أن يتعرض عليه تحت عدسة، مباشرة تحت شبكاني.
على الرغم من محاذاة رقاقة بعد ما وضعت على المسرح رقاقة، وهذا التوافق لا يكفي لضمان أن تكون طبقة من الدوائر التي سيتم طباعتها على الرقاقة يعلو بالضبط الطبقات السابقة هناك بالفعل. ولذلك يتم محاذاة كل طلقة استخدام علامات التنسيق الخاصة التي تقع في نمط لكل رقاقة IC النهائي. بمجرد الانتهاء من هذه المحاذاة غرامة، ويتعرض لقطة من الضوء من نظام إضاءة والسائر في أن يمر عبر شبكاني، من خلال عدسة الحد من الفقر، وعلى سطح من رقاقة. وهناك برنامج أو عملية «وصفة» يحدد طول التعرض، وشبكاني المستخدمة، فضلا عن العوامل الأخرى التي تؤثر على التعرض.
يتعرض كل لقطة تقع في نمط شبكة على الرقاقة بدوره كما صعدت رقاقة ذهابا وإيابا تحت العدسة. عندما يتعرض جميع الطلقات على رقاقة، يتم تفريغ الرقاقة بواسطة الرقاقة الروبوت محمل، وآخر رقاقة تأخذ مكانها على المسرح. يتم نقل في نهاية المطاف رقاقة تتعرض لمطور حيث يتعرض مقاوم الضوء على سطحه لتطوير المواد الكيميائية التي يغسل مناطق مقاومة للضوء، على أساس ما إذا كان تعرضوا لمرور الضوء من خلال شبكاني. ثم يتعرض للسطح وضعت لعمليات أخرى من ضوئية.

## التجميع الثانوي الرئيسية
والسائر نموذجي لديه التجميع الثانوي التالي: محمل رقاقة، مرحلة رقاقة، رقاقة نظام المحاذاة، محمل شبكاني، مرحلة شبكاني، شبكاني نظام المحاذاة، عدسة الحد من الفقر، ونظام الإضاءة. ويتم تنفيذ برامج عملية في كل طبقة المطبوع على رقاقة من خلال نظام مراقبة تركز على جهاز الكمبيوتر الذي يخزن برنامج عملية، يقرأ عليه، ويتصل مع مجمع فرعي مختلف السائر في تنفيذ تعليمات البرنامج. وترد عناصر السائر في غرفة مغلقة أن يتم الحفاظ على درجة حرارة محددة لمنع التشوهات في أنماط المطبوعة التي قد تكون ناجمة عن توسع أو تقلص رقاقة بسبب اختلاف درجات الحرارة. غرفة يحتوي أيضا على الأنظمة الأخرى التي تدعم هذه العملية، مثل تكييف الهواء، وإمدادات الطاقة الكهربائية، ولوحات التحكم للمكونات الكهربائية المختلفة، وغيرها.

## الإضاءة والتحديات لتحسين قرار
وكان أكبر قيد على القدرة على إنتاج خطوط أدق على نحو متزايد على سطح الرقاقة الطول الموجي للضوء المستخدمة في نظام التعرض. كما أن الخطوط المطلوبة وأصبحت أضيق وأضيق، وقد وضعت مصادر الإضاءة إنتاج الضوء مع موجات أقصر تدريجيا في الخدمة في مجال steppers والماسحات الضوئية.
وتقتصر قدرة نظام التعرض، مثل السائر، إلى حل خطوط ضيقة من الطول الموجي للضوء المستخدمة للإضاءة، والقدرة للعدسة لالتقاط الضوء (أو أوامر فعلا من الحيود) القادمة في زوايا أوسع نطاقا على نحو متزايد (وتسمى الفتحة العددية أو NA)، وإدخال تحسينات مختلفة في العملية نفسها. يتم التعبير عن ذلك من خلال المعادلة التالية:
\ mathrm {CD} = ك \ فارك {\ امدا} {\ mathrm {غ}}
\ mathrm {CD} هو البعد النقدي، أو أفضل خط للحل، ك هو معامل معربا عن العوامل المتصلة بالعملية، \ امدا هي الطول الموجي للضوء، و\ mathrm {غ} هو الفتحة العددية. انخفاض الطول الموجي للضوء في نظام الإضاءة يزيد من قوة حل لالسائر.
قبل عشرين عاما، كانت تستخدم الأشعة فوق البنفسجية «G-خط» (436 نانومتر) من الطيف الزئبق لإنشاء خطوط في نطاق 750 ميل بحري في مجال steppers أن تستخدم مصابيح الزئبق كمصدر إضاءة بهم. بعد عدة سنوات تم إدخال أنظمة توظيف «أنا خط» (365 نانومتر) من مصابيح الزئبق لإنشاء خطوط منخفضة تصل إلى 350 نيوتن متر. كما بعرض الخط المطلوب اقترب وأصبح في النهاية أضيق من الطول الموجي للضوء تستخدم لخلق لهم، وقد وضعت مجموعة متنوعة من تقنيات تعزيز قرار لجعل هذا ممكنا، مثل مرحلة تحول reticles وتقنيات مختلفة لمعالجة زوايا ضوء التعرض من أجل تحقيق أقصى قدر من القوة لحل للعدسة.
لكن في نهاية المطاف، وأصبح خط عرض المطلوب أضيق مما كان ممكنا باستخدام مصابيح الزئبق، وبالقرب من منتصف العقد الماضي، وصناعة أشباه الموصلات تحركت صوب steppers أن يعمل الكريبتون، فلوريد (ينتج KrF) ليزر تنتج 248 نانومتر ضوء. ويجري حاليا مثل هذه النظم التي تستخدم لإنتاج خطوط في نطاق نانومتر 110. يجري حلها خطوط منخفضة تصل إلى 32 نانومتر بواسطة steppers قادرة على إنتاج واستخدام الأرجون، فلوريد (آسيان) ليزر التي ينبعث منها ضوء مع طول موجة من 193 نانومتر. على الرغم من الفلورايد (F2) الليزر متوفرة التي تنتج 157 نانومتر ضوء، فهي ليست عملية بسبب قوتها منخفضة ولأنها تتحلل بسرعة المواد التي استخدمت لصنع العدسات في السائر.
منذ مصادر الضوء عملي مع أضيق من موجات أشعة الليزر هذه لم تكن متاحة، سعت الشركات المصنعة لتحسين القرار من خلال تقليل معامل ك عملية. يتم ذلك عن طريق زيادة وتحسين تقنيات لمعالجة الضوء لأنها تمر من خلال نظام إضاءة وشبكاني و، فضلا عن تحسين التقنيات اللازمة لمعالجة رقاقة قبل وبعد التعرض. وأدخلت أيضا مصنعين العدسات أكبر من أي وقت مضى وأكثر تكلفة وسيلة لزيادة الفتحة العددية. ومع ذلك، هذه التقنيات تقترب من الحد من الناحية العملية، وعرض خط في نطاق 45 نانومتر على ما يبدو بالقرب من أفضل ما يمكن أن يتحقق مع التصميم التقليدي.
في النهاية، سوف مصادر أخرى للإضاءة لا بد من طرحه للاستخدام، مثل أشعة الإلكترون، والأشعة السينية أو مصادر مماثلة من الطاقة الكهرومغناطيسية مع موجات أقصر بكثير من الضوء المرئي. ومع ذلك، من أجل تأخير أطول فترة ممكنة على حساب واسعة وصعوبة اعتماد نوع جديد كليا من تكنولوجيا الإضاءة، وتحول الشركات المصنعة للتقنية، وتستخدم من قبل في المجاهر، لزيادة العددية للفتحة العدسة عن طريق السماح للضوء على تمر عبر المياه بدلا من الهواء. هذا الأسلوب، يطلق عليها الطباعة الحجرية الغمر، هو على حافة القطع الحالي من تكنولوجيا الإنتاج العملي. إنه يعمل، لأن الفتحة العددية هي وظيفة من زاوية الحد الأقصى من الضوء الذي يمكن أن تدخل في العدسة ومعامل انكسار الوسط التي من خلالها يمر الضوء. عندما تستخدم المياه باعتبارها وسيلة، لأنه يزيد إلى حد كبير الفتحة العددية، منذ أن لديها معامل انكسار 1.44 في 193 nm، في حين أن الهواء يحتوي على مؤشر من 1. آلات الإنتاج الحالية التي تستخدم هذه التكنولوجيا قادرة على حل الأسطر في نطاق 32 نانومتر [1]، وربما يكون في نهاية المطاف قادرة على تحقيق الخطوط من 30 نانومتر.